# Clara Sverner
Clara Sverner (São Paulo, 29 de agosto de 1936) é uma intérprete brasileira, pianista de formação erudita.

## História
Intérprete de talento reconhecido por público e crítica do Brasil e do exterior, Clara Sverner teve sólida formação que se iniciou em São Paulo com o professor Jose Kliass que estudou em Berlim com Martin Krause, aluno de Liszt. Fez mestrado com Louis Hildebrand no Conservatório de Genève aonde ganhou Medalha de Ouro, e aperfeiçoou se em Nova York com Leonard Shure, assistente de Artur Schnabel. Aperfeiçoou-se mais tarde nos centros musicais mais avançados, como o Conservatório de Genebra, medalha de ouro,e o Mannes College of Music, de Nova Iorque. Premiada no Concurso Internacional Wilhelm Backhaus, ainda adolescente iniciou a vitoriosa carreira que a tornou uma das mais prestigiadas virtuoses brasileiras.
Apresentou-se em recitais e concertos por todos os quadrantes do Brasil e em turnês para platéias da Europa, dos Estados Unidos, do Japão e de Israel. Em seus programas exibe um repertório que escolhe meticulosamente e onde inclui desde antigos virginalistas ingleses do século XVI até os principais representantes do século XX. Privilegiando, antes de tudo, a qualidade estética, o arrojo da invenção e a carga expressiva das músicas que executa, Clara Sverner é uma artista inquieta que não se cansa de se aperfeiçoar, pesquisar e ousar. No domínio da música clássica brasileira, foi a principal responsável pela redescoberta da obras de Glauco Velásquez.
Foi a pioneira, também, na revalorização da produção pianística de Chiquinha Gonzaga, a quem dedicou várias gravações. Na sua fecunda parceria com o saxofonista Paulo Moura aboliu fronteiras, abriu-se para outros universos sonoros, explorando um repertório que abrangia desde os clássicos da nossa música popular, como Pixinguinha, até obras especialmente compostas para o duo por Almeida Prado, Gilberto Mendes e Ronaldo Miranda. A discografia de Clara Sverner, que reflete sua estética apurada e seu espírito de vanguarda, consiste em 25 títulos, distribuídos internacionalmente.
Em 2005 ganhou o Premio TIM de música erudita com o cd Mozart Por Clara Sverner vol.2 vol.3 foi indicado ao Grammy
Latino Em 2009 lança a caixa com a coleção completa das Sonatas de Mozart.
E agora em2010, Chopin por Clara Sverner.